# Georges Jeanperrin
Georges Jeanperrin, né le 14 mai 1916 à Remiremont et décédé le 6 janvier 2003 à Tours, est un militaire et résistant français, Compagnon de la Libération. Jeune officier Saint-cyrien affecté en Afrique au début de la seconde guerre mondiale, il décide de se rallier à la France libre en 1940 et participe aux combats en Afrique, au Proche-Orient, en Italie et en France. Après le conflit, il poursuit sa carrière militaire et combat en Indochine et en Algérie.

## Biographie

### Jeunesse et engagement
Georges Jeanperrin naît le 14 mai 1916 à Remiremont dans les Vosges. Choisissant la carrière des armes, il entre à l'école spéciale militaire de Saint-Cyr en 1936 dans la promotion "Soldat Inconnu" où il côtoie notamment Alain de Boissieu. À sa sortie d'école, il est affecté aux troupes coloniales et part pour le Sénégal en juillet 1939.

### Seconde Guerre mondiale
Muté en Haute-Volta, c'est sur ce territoire que Georges Jeanperrin voit le début de la seconde guerre mondiale. En désaccord avec l'armistice du 22 juin 1940, il s'enfuit vers la Gold Coast pour rejoindre les troupes britanniques puis, lorsque le Cameroun français se rallie à la France libre en août 1940, il s'y rend pour s'engager dans les forces françaises libres. Affecté au 1er régiment de tirailleurs du Cameroun (1er RTC) en septembre suivant, il participe à la formation du 3e bataillon de ce régiment. Avec le 1er RTC, il participe à la campagne du Gabon. En décembre 1940, le 3e bataillon est détaché du 1er RTC pour former le bataillon de marche no 4 (BM4) avec lequel Georges Jeanperrin part pour le Tchad. Il participe ensuite à la campagne de Syrie en juin 1941 puis est promu lieutenant et prend le commandement de la 1re compagnie du BM4. Le mois suivant, il est engagé dans la campagne d'Afrique de l'Est en Éthiopie puis, après un passage au Liban, prend part à la fin de la guerre du désert en Libye en janvier 1943.
Promu capitaine en avril 1943, Georges Jeanperrin participe à la campagne de Tunisie où il s'illustre lors des combats autour du Djebel Zaghouan et de la prise de Takrouna. Avec la 1re division français libre (1re DFL) dont fait partie le BM4, il prend part à la campagne d'Italie à partir d'avril 1944 et est blessé par balle le 17 mai dans le secteur du Rio Mari en menant sa compagnie à l'assaut d'une position ennemie. Il débarque ensuite en Provence en août 1944 et participe à la libération de Toulon. Il se distingue à nouveau lors de la prise du sommet du Thouar, à La Garde, en remplissant tous les objectifs qui lui ont été fixés et en relevant une autre compagnie sous les bombardements allemands. Suivant l'avancée de la 1re DFL, il participe ensuite à la bataille des Vosges puis à la bataille d'Alsace. Après cette dernière, il part pour les Alpes où il combat notamment sur le massif de l'Authion et vers le col de Tende près duquel il termine la guerre.

### Après-Guerre
Après la guerre, Georges Jeanperrin est affecté à Madagascar de 1946 à 1948 puis revient en France pour suivre les cours de l'école d'état-major. Il sert ensuite en Indochine de 1951 à 1954 puis en Algérie de 1955 à 1956. Après deux ans passés au Cambodge, il retourne en Algérie en 1958 avant d'être muté en Centrafrique en 1961. Il est promu lieutenant-colonel en 1963 et prend sa retraite un an plus tard.
Georges Jeanperrin meurt le 6 janvier 2003 à Tours.

## Décorations
|  |  |  |
|  |  |  |
|  |  |  |

| Commandeur de la Légion d'honneur                    | Commandeur de la Légion d'honneur                    | Commandeur de la Légion d'honneur                    | Compagnon de la Libération Par décret du 24 mars 1945                | Compagnon de la Libération Par décret du 24 mars 1945                | Compagnon de la Libération Par décret du 24 mars 1945                | Croix de guerre 1939-1945           | Croix de guerre 1939-1945           | Croix de guerre 1939-1945           |
| Croix de guerre des Théâtres d'opérations extérieurs | Croix de guerre des Théâtres d'opérations extérieurs | Croix de guerre des Théâtres d'opérations extérieurs | Croix de la Valeur militaire                                         | Croix de la Valeur militaire                                         | Croix de la Valeur militaire                                         | Médaille de la Résistance française | Médaille de la Résistance française | Médaille de la Résistance française |
| Médaille coloniale                                   | Médaille coloniale                                   | Médaille coloniale                                   | Médaille commémorative des services volontaires dans la France libre | Médaille commémorative des services volontaires dans la France libre | Médaille commémorative des services volontaires dans la France libre | Bronze Star (États-Unis)            | Bronze Star (États-Unis)            | Bronze Star (États-Unis)            |